# Сулда
Сулда (груз. სულდა, арм. Սուլդա) — село в Грузии, на территории Ахалкалакского муниципалитета края (мхаре) Самцхе-Джавахети.

## География
Село находится в южной части Грузии, в пределах Ахалкалакского плоскогорья, на расстоянии приблизительно 14 километров (по прямой) к юго-западу от города Ахалкалаки, административного центра муниципалитета. Абсолютная высота — 1915 метров над уровнем моря.

## Население
По результатам официальной переписи населения 2014 года, в Сулде проживало 726 человек (350 мужчин и 376 женщин). В национальной структуре населения армяне составляли 99,6 %, грузины — 0,3 %, русские — 0,1 %.
| Год  | Население, человек |
| ---- | ------------------ |
| 2002 | 915                |
| 2014 | ↘ 726              |